# 다나미촌
다나미촌(田並村)은 와카야마현 니시무로군에 있던 촌이다.

## 역사
- 1889년 4월 1일 - 정촌제 시행에 의해 2개 촌의 구역을 가지고 성립하였다.
- 1955년 7월 2일 - 구시모토정, 아리타촌, 와부카촌, 시오노미사키촌과 합병해 구시모토정이 성립하여, 동일 다나미촌은 페지되었다.

## 교통

### 철도
- 일본국유철도
  - 기세이 니시선 (현 기세이 본선)

### 도로
- 국도 제170호선 (현 국도 제42호선)

## 참고문헌
- 角川日本地名大辞典 30 和歌山県